# Donski samostan
Donski samostan (rusko: Донско́й монасты́рь) je velik samostan v Moskvi, ustanovljen leta 1591  v spomin na odrešitev Moskve pred grožnjo invazije krimskega kana Ğazı II. Giraja. Samostan je bil namenjen obrambi južnih pristopov do Moskovskega kremlja.

## Zgodovina

### Obdobke Moskovske velike kneževine
Samostan je bil zgrajen na mestu, kjer sta bili premična trdnjava Borisa Godunova in poljska cerkev Sergija Radoneškega z ikono Gospe Donske Teofana Grka. Legenda pravi, da je Dimitrij Donski to ikono odnesel s seboj v bitko pri Kulikovu leta 1380. Tatari so prizorišče zapustili brez boja in so bili med umikanjem poraženi.
Sprva je bil samostan dokaj reven in je imel le nekaj menihov. Od leta 1629 je imel Donski samostan 20 nerodovitnih zemljišč in 16 kmečkih gospodinjstev (skupaj 20 kmetov). Leta 1612 ga je za en dan zavzel poljsko-litovski poveljnik Jan Karol Čodkievič. Ruski strelci so leta 1618 pod samostanskimi zidovi premagali ukrajinske kozake Petra Konaševiča.
Sredi 17. stoletja je bil samostan priključen Andrejevskemu samostanu. Leta 1678 pa je bila obnovljena neodvisnost in samostan je prejel bogate donacije, med njimi več kot 1400 kmečkih gospodinjstev. Leta 1683 je bil Donski samostan povzdignjen na nivo nadškofije in dal 20 desjatin bližnjih pašnikov. Vidogoščki, Žizdrinski, Šarovkin in Železnoborovski samostani so bili med letoma 1683 in 1685 pripojeni k Donskemu samostanu.

### Obdobje Ruskega imperija
Od leta 1711 se je obok Velike stolnice uporabljal za pokope gruzijskih carjev družine Bagratidov in mingrelijskih vojvod iz družine Dadiani.
Leta 1724 so menihi in posest Andrejevskega samostana prešli v Donski samostan. Do leta 1739 je imel že 880 gospodinjstev s 6716 kmeti, 14 mlini in nekaj ribogojnic. Leta 1747 so oblasti želele slovansko grško latinsko akademijo prenesti v Donski samostan, vendar se je samostan omejil na izplačilo plač akademskemu osebju iz lastne zakladnice.
Med samostanskimi zidovi je bil med obredi leta 1771 ubit nadškof Ambrozij. Leta 1812 je francoska vojska samostan Donskij razstrelila , pred tem so bile najbolj dragocene stvari preseljene v Vologdo. Do leta 1917 je bilo v samostanu 48 menihov in 2 novomašnika.

### Sovijetsko obdobje in naprej
Po oktobrski revoluciji je bil Donski samostan zaprt. V letih 1922–1925 je bil patriarh Tihon po aretaciji v tem samostanu pridržan. V njem se je odločil ostati tudi po izpustitvi. Relikvije svetega Tihona so bile odkrite po njegovi kanonizaciji leta 1989. Razstavljene so v čaščenje v Veliki stolnici poleti in v Stari stolnici pozimi.
Leta 1924 je nekatere objekte Donskega samostana zasedala kazenska kolonija za otroke.
Sovjeti so ostanke številnih porušenih samostanov in cerkva preselili v Donski samostan, vključno s cerkvijo Kristusa Odrešenika, cerkvijo svetega Nikolaja Čudodelnika v Stolpiju, cerkev Marijinega vnebovzetja v Pokrovki ulici v Moskvi, Suharev stolp in druge.

## Arhitektura

### Mala cerkev Donske ikone Matere Božje
Najstarejši tempelj-spomenik ruski vojski v samostanu, postavljen v oblikah moskovske arhitekture 16. stoletja. V prvotni obliki je bil v tlorisu skoraj kvadrat, s tremi zaobljenimi apsidami. Njegova prostornina se je končala s tremi stopnjami kokošnikov, lahkim bobnom in kupolo v obliki čelade. Pozneje so po ukazu carja Fjodora Aleksejeviča dodali dve kapeli s severa in juga - velika mučenika Teodor Stratilates in menih Sergij. Istega leta so z zahoda postavili referenčno jedro, leta 1679 so postavili šotorski zvonik, kupolo v obliki čelade pa je nadomestilo obstoječe streho. Konec cerkve in kapele sta konec 17. stoletja poslikala mojstra komornih slikarjev Leonti Čulkov in Fjedor Evtijev. Pod templjem je več grobov, med njimi - litoželezna žara nad pepelom feldmaršala Nikolaja Repnina. Glavnino konstrukcije blokira trostopenjska piramida kokošnikov, ki se konča s kupolo na vitkem bobnu. Restavratorska dela, izvedena v letih 1950-1952, so po projektu umetnostnega zgodovinarja Nikolaja Soboleva templju vrnila prvotne oblike okvirjanja portalov in oken.

### Velika stolnica samostana
Je arhitekturna dominanta samostana. Postavljen je bil leta 1698 kot votivna cerkev carici Sofiji Aleksejevni. Potem ko je padla v nemilost, so njeno gradnjo financirali z zasebnimi donacijami. Zidarji in obrtniki so bili povabljeni iz Ukrajine, kar pojasnjuje nekatere nenavadnosti.  Posvetil jo je metropolit Sarska in Podonska, Tihon (Vofnov). Imeretski car Arčil je pod oltarjem leta 1712 ustvaril kapelo Gospodovega srečanja - grobnico imeretskih carjev, knezov in knezov Gruzije, Dadianov in Bagratidov. Leta 1748 je bila po risbi Vasilija Obuhova k stolnici z juga dodana dvonadstropna zakristija. Leta 1752 so na prispevke trgovca Kuzme Zamjatina v templju zgradili l tla iz litih plošč z vzorčastim ornamentom, ki so se ohranila do današnjega časa.
Cerkev (sobor) oblike cvetnih listov je okronana s pozlačenimi petimi stolpiči - velikim v sredini in štirimi okoli, usmerjenimi na kardinalne točke. Glavni volumen obdaja široka dvotirna obokana galerija. Tri stopnišča, ki mejijo na zahod, sever in jug, so zgrajena na lokih, ki ležijo na dvojnih stebrih.
Osemstopenjski ikonostas Velike stolnice je nastal v več fazah. Karp Zolotarev je leta 1695 ustvaril obe spodnji vrsti, leto kasneje sta Abrosim Andrejev in Grigorij Aleksejev postavila 'apostolsko' plast z izrezljanimi okraski. Leta 1699 so ikonostas dokončali isti mojstri. Večina ikon sodi v 17. stoletje, z izjemo donske ikone Matere božje - konec 15. stoletja.
Cerkev je bila ponovno posvečena 18. avgusta 1991.

### Nadvratna cerkev Tihvinske ikone Matere Božje
Glavni vhod v cerkev je nasproti Velike stolnice, na severni strani ograje. Po zgodovinarju Igorju Grabarju je bil njen arhitekt Ivan Zarudni. Izdelana v moskovskem baročnem slogu, ima tloris v obliki zvezde in štiri stopnje. Zgornja raven je ločena od notranjega prostora z odprtimi loki in je namenjena zvoniku. V tem templju je bilo patriarhu Tihonu med zaporom dovoljeno moliti. V bližini verande je ohranjen žar iz kovanega železa začetka 18. stoletja. Ikonostas je bil postavljen leta 1782 na račun Agrafene Tatiščeve.

### Tempelj pravičnih Zaharije in Elizabete
Prva omemba gradnje zvonika sega v marec 1730, ko je opat samostana, arhimandrit Illarion (Rogalevski) na cesarico Ano Ioanovno nagovoril z zahtevo, da se dodelijo sredstva za gradnjo. Do leta 1753 so bila končana glavna dela na dodelavi vrat, cerkev in zvonik. Leta 1755 je v spodnjem delu zvonika posvetil tempelj v imenu pravičnih Zaharije in Elizabete. Po razpadu samostana s strani francoskih čet leta 1812 so ga ukinili, v njegovih prostorih pa je arhiv samostana.
Muzej za arhitekturo je v 1980-ih izvedel celovito obnovo zahodnih vrat z zvonikom. Fasade stavbe so dobile prvotni baročni videz 18. stoletja. Sredi 1990-ih je bil tempelj obnovljen. Obenem je umetnica N. P. Ermakova v prehodnem loku vrat izvedla poslikave s prizori iz zgodovine samostana.

### Tempelj svetega Aleksandra Svirskega
Zgrajen je bil v letih 1786-1789 v čast nebeškega zavetnika grofa Nikolaja Zubova. Izdelane v slogu klasicizma so fasade okrašene s pilastri. Do leta 1950 je bila notranjost popolnoma izgubljena, leta 1996 so jo obnovili, prebarvali in namestili nov ikonostas.

### Tempelj svetega Janeza Klimaka
Zgrajen leta 1898 v slogu ruskega historicizma na račun generalmajorja I. F. Terešenka. Prvotno je bila to grobna kapela za njegovo družino, kasneje je bila spremenjena v cerkev. Stene so okrašene z okrasnimi opečnimi in zidanimi detajli. Fasade so obnovili leta 1989, leto kasneje so obnovili notranje slike. Sredi 1990-ih so v templju postavili nov ikonostas.

### Cerkev sv. Janeza Krizostoma in Velike mučenice Katarine
Izdelana je bila v bizantinskem slogu po zasnovi Alfonsa Vincenta v letih 1888-1891 na račun E. A. Pervušine, v spomin na njenega moža Ivana Andrejeviča, kot družinska grobnica. Gradnja templja je potekala pod vodstvom arhitektov Vladimirja Šerja, V. P. Gavrilina in M. P. Ivanova. V spodnjem delu je bila cerkev leta 1897 posvečena Veliki mučenici Katarini. V 1980-ih so bile znotraj knjižnice fotografij in skladov Muzeja za arhitekturo.

### Cerkev svetega Tihona, patriarha vse Rusije
Ustanovljena je bila leta 1997 z blagoslovom patriarha Aleksija II. Izdelana iz opeke, prekrita s streho za osem strešin. Tempelj je kronan s čebulno streho na visokem bobnu, ki ga v spodnjem delu krasijo kokošniki. Notranjost je leta 1998 naslikal umetnik N. P. Ermakova. V kleti je kripta s kapelo v čast knezu Vjačeslavu Češkemu.

### Cerkev nadangela sv. Mihaela
Zgrajena je bila na račun princese Ane Golicine v letih 1806–1809 na mestu propadajoče cerkve v imenu Evtemija Velikega, postavljene leta 1714. Izdelana je v slogu Ruskega imperija po projektu Ivana Evgotova in predstavlja kubični volumen, okronan s kupolo na širokem bobnu. Z zahodnega dela nekdanjega templja je bila bolnišnica, preurejena med prestrukturiranjem v refektorij. Leta 1894 so bili po projektu arhitekta M. P. Ivanova templju dodani kamnito preddverje za vstop v grob s severne in južne fasade. V njej so pokopani udeleženci domovinske vojne leta 1812, kneza Dmitrij in Nikolaj Golicin, Aleksej Šerbatov. V 1990-ih so izvedli restavriranje: slike so bile odprte, v osrednjem bobnu je bila obnovljena podoba Kristusa Pantokratorja, slike angelov v oknih in slike evangelistov na jadrih.
Cerkev v čast kneza Aleksandra Nevskega je bila postavljena leta 2006 na mestu nekdanjih samostanskih vrtov. Okrona je z bobnom in čebulno streho.
Kapela-grobnica Levčenka je bila zgrajena v začetku 20. stoletja v neoruskem slogu arhitekta Romana Kleina.

## Nekropola
Več družin visoke aristokracije je za kraj svojih grobišč izbralo Donski samostan. Cerkev Aleksandra Svirskega je bila na primer zgrajena v letih 1796–1798 kot grobnica knezov Zubov. Princi Galitzine so bili pokopani v arhangelijski cerkvi (1714–1809), cerkev sv. Janeza Krizostoma (1881–1891) pa je označena za družino Pervušin.
Stara nekropola v jugovzhodnem delu samostana je izjemna po okrašenih grobnicah, ki so jih izdelali nekateri najboljši ruski kiparji. Označujejo grobove pesnikov Mihaila Keraškova in Aleksandra Sumarokova, filozofov Pjotra Čadaeva in Ivana Iljina, zgodovinarja Mihaela Ščerbatova in Vasilija Ključevskija, kritika Vladimirja Odojevskega, arhitekta Osipa Boveja, slikarja Vasilja Perova, dvorjana Aleksandra Dmitrieva-Mamonova, razvpitega morilca Daria Saltikova in letalca Nikolaja Žukovskega. Tihon iz Moskve je pokopan pod starim katolikonom. Nekatere grobnice so sovjetske oblasti prenesle v Ščušev muzej za arhitekturo, kjer jih zdaj nihče ne more videti.
Ker v stari nekropoli znotraj samostana ni bil pokopan noben komunist, so se sorodniki nekaterih znamenitih ruskih ljudi odločili, da bodo posmrtne ostanke iz tujih pokopališč preselili v Donski samostan. Med pomembnimi ljudmi, ki so jih na ta način pokopali, so Ivan Šmelov (2000), Vladimir Kappel (2007), Anton Denikin (2005) in Ivan Iljin (2005). Tudi disidentski pisatelj Aleksander Solženicin je zaprosil, da bi bil tam pokopan, namesto na pokopališču Novodevičji, s svojimi komunističnimi združenji.
Leta 1910 so tik pred samostanskimi zidovi odprli veliko novo nekropolo. Vsebuje skupni grob za kremiran pepel usmrčenih političnih zapornikov iz Velike čistke Josipa Stalina. 